# Корбут, Евгений Захарович
Евгений Захарович (Захарьевич) Корбут (27 июля 1849 — 24 апреля 1930, Быдгощ, Польша) — русский военачальник, генерал от кавалерии (1913).

## Биография
Родился 27 июля 1849 года. Выходец из православной дворянской семьи. Окончил сперва Владимирский Киевский кадетский корпус, а затем Николаевское кавалерийское училище в Санкт-Петербурге, откуда в 1869 году был выпущен корнетом в Чугуевский уланский полк. Принимал участие в Русско-турецкой войне 1877-1878 годов в чине капитана и должности бригадного адъютанта. 
С 1881 по 1891 года десять лет был эскадронным командиром в Николаевском кавалерийском училище, которое ранее сам окончил. В 1891 году был произведён в полковники, с 1895 года командовал 48-м драгунским Украинским полком. Занимал эту должность до 1901 года (позднее, в 1901 году, полк был переименован в 15-й Украинский гусарский). 
В 1901 году был произведён в генерал-майоры и назначен командиром 2-й бригады 12-й кавалерийской дивизии, дислоцированной в Проскурове (ныне город Хмельницкий). В 1910 году был произведён в генерал-лейтенанты. В 1910—1913 годах занимал должность начальника бригады кавалерийского запаса. В 1913 году был произведён в генералы от кавалерии (при выходе в отставку).
Был женат на Александре Васильевне Тарновской (1854—?). После революции проживал в Быдгоще на территории Польши с дочерью Верой. Скончался в 1930 году в Быдгоще и был похоронен там же на городском кладбище.

## Награды
- Орден Святого Станислава 3 степени (1880).
- Орден Святой Анны 3 степени (1885).
- Орден Святого Станислава 2 степени (1888).
- Орден Святой Анны 2 степени (1891).
- Орден Святого Владимира 4 степени (1895).
- Орден Святого Владимира 3 степени (1899).
- Орден Святого Станислава 1 степени (1905).
- Орден Святой Анны 1 степени (1909).